# Muhammad Ali vs. Leon Spinks
Muhammad Ali vs. Leon Spinks è stato un incontro di pugilato disputatosi il 15 febbraio 1978 presso l'Hilton Hotel di Las Vegas, Nevada, Stati Uniti d'America. Il match era valido per i titoli WBA, WBC, The Ring e Lineare dei pesi massimi. L'incontro fu vinto da Spinks ai punti al quindicesimo round con verdetto non unanime.

## Contesto
Dopo la sua vittoria su Earnie Shavers, Muhammad Ali decise di affrontare Leon Spinks, medaglia d'oro alle Olimpiadi del 1976, sapendo che avrebbe poi dovuto scontrarsi con Ken Norton per la quarta volta pena la perdita della cintura WBC, dopo che Norton aveva sconfitto Jimmy Young diventando il primo sfidante al titolo nel novembre 1977.

## L'incontro
Davanti a un pubblico da tutto esaurito di 5,298 spettatori che produsse un incasso di 756,300 dollari, lo sfavorito Spinks che veniva dato 10 a 1 dai bookmakers, si aggiudicò l'incontro ai punti per 145–140 e 144–141 (mentre il terzo giudice assegnò la vittoria ad Ali per 142–143) con verdetto non unanime. Spinks divenne campione indiscusso dei pesi massimi dopo soli otto incontri da professionista, e l'unico pugile ad avere tolto il titolo a Muhammad Ali sul ring, essendo le altre sconfitte di Ali in carriera match senza titoli in palio o dove era lui lo sfidante.

### Arbitro e giudici
- Arbitro: Davey Pearl
- Giudice: Art Lurie
- Giudice: Harold Buck
- Giudice: Lou Tabat

## Conseguenze
L'incontro venne nominato "incontro dell'anno" e "sorpresa dell'anno" dalla rivista The Ring, mentre il quindicesimo ed ultimo round fu dichiarato "round dell'anno".
Dopo l'evento, Sports Illustrated mise in copertina Leon Spinks. In seguito Spinks fu privato del titolo WBC il 18 marzo 1978 per essersi rifiutato di difenderlo con il primo sfidante Ken Norton. Invece, Spinks preferì firmare un accordo per il rematch con Ali che si sarebbe svolto presso il Louisiana Superdome di New Orleans, il 15 settembre 1978. Nella rivincita Ali sconfisse Spinks ai punti per decisione unanime riconquistando le cinture WBA e Lineare dei pesi massimi.